# محمدحسین داجمر
محمد حسین داجمر، مدیر عامل و رئیس هیئت مدیره کشتیرانی جمهوری اسلامی ایران بعد از علی اشرف افخمی (مهر ۱۳۸۴ تا تاریخ شهریور ۹۴ به مدت ۱۰ سال و در مجموع ۱۸ سال) و نماینده شرکت سرمایه‌گذاری تامین اجتماعی در کشتیرانی جمهوری اسلامی ایران بود.

## سمت‌های دیگر
- رئیس هیئت مدیره: شرکت بیمه معلم[۱]
- عضو هیات مدیره بیمه حافظ اط ۱۳۹۷ تا کنون